# Портер (Индијана)
Портер (енгл. Porter) град је у америчкој савезној држави Индијана.

## Демографија
По попису из 2010. године број становника је 4.858, што је 114 (-2,3%) становника мање него 2000. године.
| Група             | 2000.         | 2010.         |
| Белци             | 4.604 (92,6%) | 4.366 (89,9%) |
| Афроамериканци    | 41 (0,8%)     | 53 (1,1%)     |
| Азијати           | 29 (0,6%)     | 46 (0,9%)     |
| Хиспаноамериканци | 233 (4,7%)    | 319 (6,6%)    |
| Укупно            | 4.972         | 4.858         |